# Steirische Wirtschaftsförderung
Die Steirische Wirtschaftsförderung SFG ist die Abwicklungsorganisation für Wirtschaftsförderungsprojekte des österreichischen Bundeslandes Steiermark. Durch Beschlüsse der steirischen Landesregierung und des Landtags wurde der gesamte operative Bereich der Wirtschaftsförderung 1996 auf die Steirische Wirtschaftsförderungsgesellschaft (SFG)  übertragen. Sie entwickelte sich einerseits zum Initiator struktureller und bewußtseinsbildender Aktivitäten der Regionalentwicklung und andererseits zur Anlaufstelle für gewerbliche Unternehmen, Unternehmensgründer und Investoren aller Arten von Projekten.
Die Verantwortlichkeit – auch im Rahmen der europäischen Wirtschaftsförderung – liegt beim Amt der Steiermärkischen Landesregierung (Abteilung 12 Wirtschaft, Tourismus, Sport). Die Gesellschaftsanteile sind zu 100 % im Besitz des Landes Steiermark.

## Ziel und Aufgabenbereich
Das erklärte Ziel der steirischen Wirtschaftspolitik ist es, die Stellung des Bundeslandes als eine überdurchschnittlich wettbewerbsfähige, führende europäische Region zu festigen und den Wandel hin zu einer wissensbasierten Produktions- und Dienstleistungsgesellschaft zu gestalten sowie die Digitalkompetenzen steirischer Unternehmen zu stärken. „Wachstum durch Innovation“ lautet daher der Leitgedanke der Wirtschaftsstrategie Steiermark 2025. Für zahlreiche Vorhaben bietet die Steirische Wirtschaftsförderung SFG Serviceleistungen in Form von Beratung, Information und direkten Projektförderungen bzw. Finanzierungen an – sei dies das Ansiedeln oder Erweitern eines Unternehmens, die Einrichtung regionaler Unternehmensstandorte, Abklären von Marktchancen oder das Zugreifen auf Bildungs-, Entwicklungs- und Forschungsgelder. Zudem bietet die Steirische Wirtschaftsförderung SFG auch Beratungen sowie Begleitung durch internationale Förderprogramme, zum Beispiel Horizon 2020 der EU.

### Leitthemen, Kernstrategien und Leistung der Landesförderung
Entscheidend bei der Umsetzung der Wirtschaftsstrategie Steiermark, Projektzeitrum bis 2025 ist die Konzentration auf Leitthemen und technologische Kernkompetenzen, Kernstrategien und aktive Standortentwicklung. Die Steiermark soll zu einer wissensbasierten Produktionsgesellschaft mit Bekenntnis zu ressourcenschonendem Wachstum werden.
Konkret setzt die Wirtschaftspolitik auf die drei Leitthemen Mobility, Green-Tech sowie Health-Tech. Sie konzentriert sich dabei auf folgende fünf Kernstrategien: Standortentwicklung und Standortmanagement, Innovations- und F&E-Förderung, Unternehmertum und Wachstum junger Unternehmen, Qualifizierung und Humanpotenzial, sowie Internationalisierung von Unternehmen und Standort.
2018 wurden 2.385 Einzelprojekte steirischer Unternehmen durch die SFG unterstützt. Der Großteil der Mittel kommt Klein- und Mittelbetrieben (KMU) zugute. 2019 steht für Förderungs- und Finanzierungsprogramme sowie für Beteiligungen ein Gesamtvolumen von rund 53 Millionen Euro bereit.
Neben zahlreichen Beteiligungen an jungen Firmen und Impulszentren tritt die SFG auch als Träger der steirischen Cluster- und Netzwerkinitiativen auf. Sie setzt bewusstseinsbildende Maßnahmen und ist z. B. für die Durchführung des alljährlichen Zukunftstages der Steirischen Wirtschaft, den Fast Forward Award – der Wirtschaftspreis des Landes Steiermark, dessen Gewinner für den Staatspreis Innovation nominiert werden – sowie die Berufsorientierungsinitiative Take Tech verantwortlich.

## Firmenstruktur der SFG
Die Steirische Wirtschaftsförderungsgesellschaft ist als GmbH organisiert; ihre Anteile sind zu 100 % im Besitz des Landes Steiermark.
Sie arbeitet nach dem Motto „Neues Denken, Neues Fördern“ und stützt sich inhaltlich auf die Wirtschaftsstrategie Steiermark 2025. Neben Förderungen bietet die SFG auch Finanzierungen in Form von stillen Beteiligungen und Venture Capital an. Zusätzlich hält die SFG Anteile an steirischen Cluster- und regionalen Netzwerken, Impulszentren sowie der Grazer Messe, an der FH-Joanneum, am ICS Internationalisierungscenters und am Silicon Austria Labs.

### Impulszentren und Initiativen der steirischen Wirtschaftsförderung
In der Steiermark gibt es zahlreiche Projekte zur Förderung der regionalen Wirtschaft. Die Steirische Wirtschaftsförderung SFG versucht mit folgenden Impulszentren, die sich auf die evaluierten Stärkefelder der steirischen Wirtschaft konzentrieren, einen Beitrag zu dieser Entwicklung zu leisten.
- Auersbach (Lebensmitteltechnologie)
- Bruck an der Mur (produktionsnahe Dienstleistung)
- Fehring (innovative Bautechnik)
- Grambach (Marketing, Design, Produktentwicklung, Humantechnologie)
- Lebring (EDV, Automatisierung)
- Leoben IZW (Werkstofftechnik)
- Leoben IZR (Rohstoffe)
- Liezen (Anlagenbau, Elektromaschinenbau)
- Mureck (Produktion und Erzeugung – alle Branchen)
- Niklasdorf (Werkstofftechnik, Oberflächentechnik)
- Radkersburg (Grenzüberschreitende Dienstleistungen)
- Smart Business Center
- Zeltweg (Holz)
- ZWT (Zentrum für Wissens- und Technologietransfer in der Medizin)

Cluster- und Netzwerkinitiativen:
- ACstyria (Automobilindustrie und -zulieferer, Grambach/Graz; Gründung 1995, erster großer, wegbereitender Cluster in Österreich)[7]
- CREATIVE INDUSTRIES STYRIA (Creative Industries, Design und Kunst, Graz)[8]
- Green Tech Cluster (Umwelttechnik, erneuerbare Energie, Graz)[9]
- Holzcluster Steiermark (Forstwesen, Holzverarbeitung und Holztechnologie, Zeltweg)[10]
- Human.technology Styria (Humantechnologie, Graz)[11]
- Silicon Alps Cluster (Entwicklung und Positionierung der Elektronik- und Mikroelektronik mit dem regionalen Schwerpunkt Kärnten und Steiermark)